# أحمد كاسيو (فلم)
أحمد كاسيو فيلم دراما تاريخي مغربي من كتابة وإخراج إسماعيل السعيدي سنة 2010، وبطولة ربيع القاطي، سناء عكرود، مارك دوري، كليمونس ثيولي، جمال لعبابسي، وغيرهم.

## القصة
تدور أحداث الفيلم حول المقاوم أحمد كسوس، الذي يفقد والديه سنة 1924 خلال حرب تازة. سيتم استقباله من طرف القائد بورجيت، الذي اتخذ منه ابنا، وجعله تحت رعايته إلى أن توفي. بعد ذلك يتكلف كاسيو، وهو صديق حميم لبورجيت بأخذ الطفل الصغير ليربيه تحت كنفه لكن دون أن يمنحه حب الأبوة.
ينجح الطفل في دراسته ويتمكن من فرض مكانته داخل مجتمع الفرنسيين في المغرب. إلا أنه وعلى الرغم من تلقيه تكوينا فرنسيا في مدارس البعثات الفرنسية، فقد ظل يتعاطف مع المقاومين ويساعدهم، فيأخذ مصلحة الوطن فوق أي اعتبار آخر.

## جوائز
فاز الفيلم بجائزة أحسن شريط طويل في الدورة الثامنة للمهرجان الدولي للفيلم الإفريقي في مدينة كان الفرنسية.

## روابط خارجية
- مقالات تستعمل روابط فنية بلا صلة مع ويكي بيانات